# Chaetodon austriacus
Chaetodon austriacus là một loài cá biển thuộc chi Cá bướm (phân chi Corallochaetodon) trong họ Cá bướm. Loài này được mô tả lần đầu tiên vào năm 1836.

## Từ nguyên
Tính từ định danh austriacus có lẽ bắt nguồn từ australis trong tiếng Latinh và có nghĩa là "ở phương nam", hàm ý đề cập đến vị trí mà mẫu định danh của loài cá này được thu thập, thành phố Jeddah (Ả Rập Xê Út) ở phía nam Biển Đỏ.

## Phạm vi phân bố và môi trường sống
C. austriacus được phân bố giới hạn ở Biển Đỏ và vịnh Aden; một vài cá thể lang thang đã được bắt gặp ở bờ biển phía nam Oman. Một cá thể của loài này cũng đã được thu thập tại cảng Ashdod, nằm trên bờ biển Địa Trung Hải của Israel.
C. austriacus sinh sống tập trung ở những khu vực mà san hô phát triển phong phú trên các rạn viền bờ hay trong các đầm phá, độ sâu đến ít nhất là 20 m.

## Mô tả
C. austriacus có chiều dài cơ thể lớn nhất được ghi nhận là 13 cm. Loài này có màu vàng với những đường sọc xiên màu xanh tím ở hai bên thân. Có một vệt đen lớn nằm đè lên một sọc ở thân trên. Phần thân sau dọc theo gốc vây hậu môn và vây lưng có màu xanh lam xám. Một dải đen băng qua mắt, ngay sau mắt có một sọc màu xanh tím uốn cong ngược lên lưng. Mõm đen. Vây hậu môn của C. austriacus có màu đen hoàn toàn, với một viền mỏng màu cam ở rìa. Vây đuôi gần như là màu đen, ngoại trừ phần vây sát rìa trong suốt, được ngăn cách với dải đen phía trong bởi một sọc cong màu trắng xanh. Vây lưng màu xanh lam nhạt (gần như trắng) với một dải đen viền cam ở rìa phía cuối của vây. Vây ngực trong suốt; có đốm vàng ở gốc. Vây bụng màu vàng cam.
Số gai ở vây lưng: 13; Số tia vây ở vây lưng: 20–21; Số gai ở vây hậu môn: 3; Số tia vây ở vây hậu môn: 19; Số gai ở vây bụng: 1; Số tia vây ở vây bụng: 5.

## Phân loại học

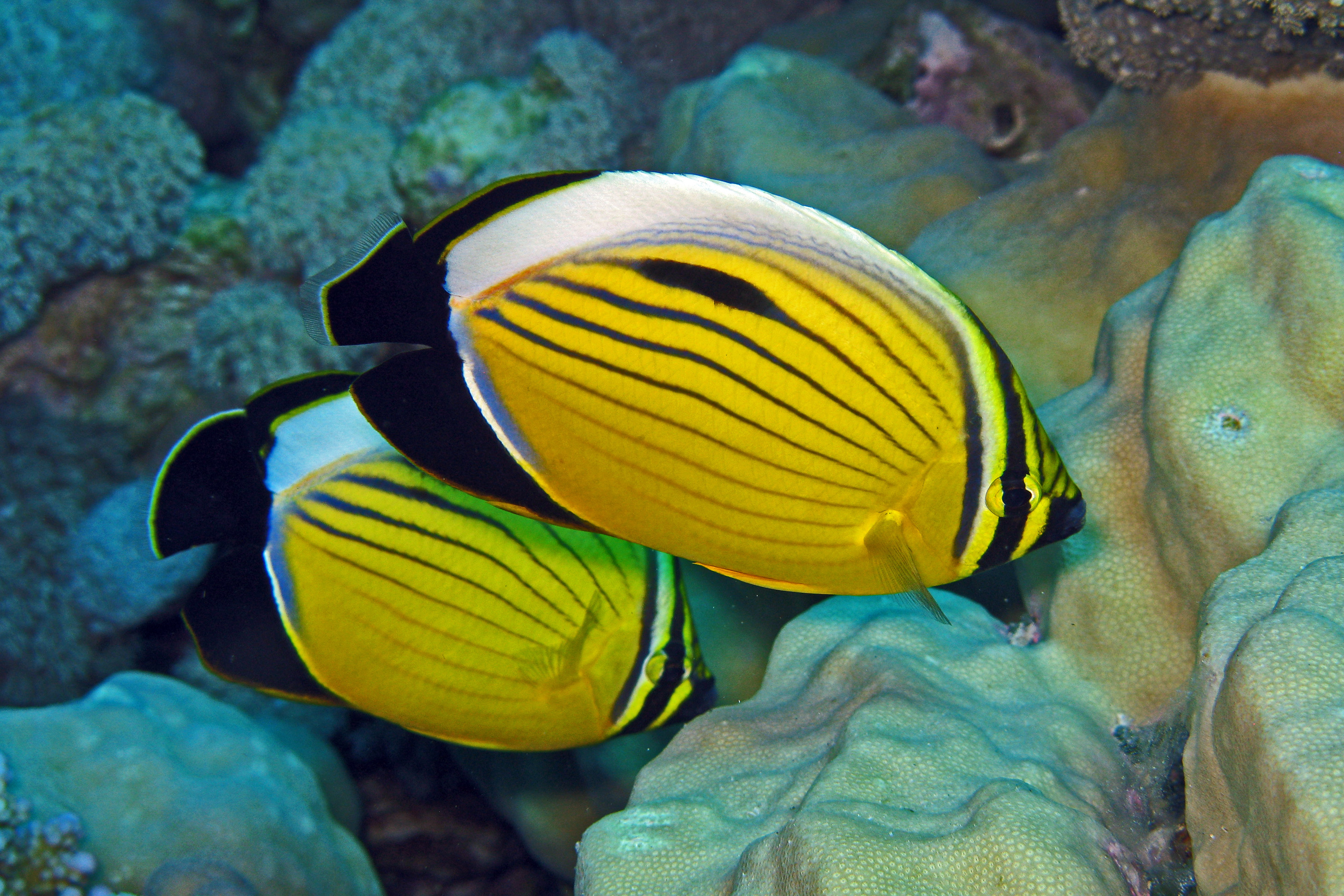
Một cặp C. austriacus

C. austriacus hợp thành nhóm chị em với Chaetodon trifasciatus, Chaetodon lunulatus và Chaetodon melapterus, đều được xếp vào phân chi Corallochaetodon.
Các loài Corallochaetodon đặc trưng bởi cơ thể hình bầu dục, màu vàng cam với các sọc xiên màu xanh tím trên thân (trừ C. melapterus là có các sọc cam rất mảnh, gần như tiệp màu với thân), cũng như dải đen băng dọc qua mắt. C. austriacus dễ dàng phân biệt với hai loài chị em còn lại là C. trifasciatus và C. lunulatus nhờ vào màu đen trên các vây.

## Lai tạp
Những cá thể mang kiểu màu trung gian giữa C. austriacus và C. melapterus đã được bắt gặp trong tự nhiên.

## Sinh thái học
Như những loài chị em của nó, C. austriacus là loài ăn san hô bắt buộc, chủ yếu là san hô của các chi Acropora, Montipora, Pocillopora và Porites, có xu hướng bỏ qua san hô đá Lobophyllia và Favites; tuy nhiên chúng cũng có thể ăn bổ sung trứng của các loài của ốc biển và hải quỳ.
C. austriacus thường sống thành đôi và cả hai cùng bảo vệ một lãnh thổ chung, ít khi thấy chúng hợp thành một nhóm. Ở vịnh Aqaba, thời điểm sinh sản của C. austriacus diễn ra từ tháng 7 đến tháng 10, nhưng cao điểm nhất là bắt đầu vào tháng 8.

## Thương mại
C. austriacus ít được thu thập trong ngành thương mại cá cảnh vì chế độ ăn đặc biệt khiến chúng khó sống được trong điều kiện nuôi nhốt mà không có san hô.